# Sdružení obcí mikroregionu Dolek
Sdružení obcí mikroregionu Dolek je zájmové sdružení právnických osob v okresu Přerov, jeho sídlem je Brodek u Přerova a jeho cílem je rozvoj samosprávy, řešení hospodářského, sociálního kulturního života obcí, podpora turistiky, řešení dopravní obslužnosti, vzájemná pomoc v oblasti životního prostředí. Sdružuje celkem 9 obcí a byl založen v roce 1999.

## Obce sdružené v mikroregionu
- Brodek u Přerova
- Citov
- Císařov
- Čelechovice
- Kokory
- Lhotka
- Majetín
- Nelešovice
- Rokytnice